# Schutzbereich
Ein Schutzbereich ist in der deutschen Grundrechtsdogmatik der Tatbestand bzw. das Schutzgut eines Grundrechts. Zu diesem Thema werden teilweise auch die Begriffe bzw. Bezeichnungen Schutzgehalt, Grundrechtstatbestand und Gewährleistungsbereich verwendet.
Die Frage, ob der „Schutzbereich eröffnet“ ist, also ob das Grundrecht im Hinblick auf den konkreten Sachverhalt thematisch einschlägig ist, ist die erste von drei Stufen der Prüfung, ob ein Freiheitsrecht durch eine staatliche Maßnahme verletzt ist. Eine solche Prüfung muss beispielsweise durchgeführt werden, um die Begründetheit einer Verfassungsbeschwerde vor dem Bundesverfassungsgericht beurteilen zu können: Eine Grundrechtsverletzung liegt vor, wenn in den Schutzbereich eines Grundrechts eingegriffen wurde, ohne dass dieser Eingriff verfassungsrechtlich (durch eine Schranke) gerechtfertigt wäre.

## Persönlicher Schutzbereich
Zunächst stellt sich die Frage, ob das Grundrecht in persönlicher Hinsicht einschlägig ist, also, wer Träger (Grundrechtsberechtigter) und wer Adressat (Verpflichteter) des subjektiven Rechts ist. Der Grundsatz lautet insoweit: Der Staat ist grundrechtsverpflichtet, der Bürger grundrechtsberechtigt.

### Adressat
Wen die Grundrechte verpflichten – jedem Recht muss auch eine Pflicht gegenüberstehen –, regelt vorweg Art. 1 Abs. 3 Grundgesetz (GG):

„Die nachfolgenden Grundrechte binden Gesetzgebung, vollziehende Gewalt und Rechtsprechung als unmittelbar geltendes Recht.“

Alle staatliche Gewalt, egal ob Legislative, Exekutive oder Judikative, sind also an die Grundrechte gebunden. Das umfasst insbesondere sowohl Bund als auch Länder und nachgeordnete juristische Personen (Gemeinden, Landkreise, Universitäten, Sparkassen) unabhängig von ihrer Rechtsform (also etwa auch eine vom Staat betriebene Aktiengesellschaft).
Grundrechte verpflichten dagegen nicht die Bürger. Schon gar nicht gegenüber dem Staat, aber auch nicht untereinander: es gibt bis auf sehr wenige Ausnahmen (z. B. Vereinigungsfreiheit, Art. 9 Abs. 3 Satz 2 GG) keine unmittelbare Drittwirkung der Grundrechte. Denn dann stünde Freiheit gegen Freiheit, Grundrecht gegen Grundrecht. Allerdings ist eine mittelbare Drittwirkung anerkannt: Bei der Konkretisierung von Generalklauseln des Privatrechts (etwa der Sittenwidrigkeit, § 138, § 826 BGB) haben die Gerichte als Grundrechtsverpflichtete die Grundrechte als objektive Werteordnung bei der Auslegung zu beachten (Lüth-Urteil), was naturgemäß Einfluss auf den Prozessausgang und damit die Parteien als Privatpersonen hat.

### Träger
Insbesondere stellt sich im Bereich des persönlichen Schutzbereichs die Frage, wer Inhaber (Träger) des jeweiligen Grundrechts sein kann, wer also aus ihm berechtigt wird. Diese Grundrechtsberechtigung wird im Prüfungsaufbau der Verfassungsbeschwerde schon auf der Ebene der Zulässigkeit angesprochen: Jedermann im Sinne des Art. 93 Abs. 1 Nr. 4a GG ist nur, wer auch Träger des angeblich verletzten Grundrechts ist. In der Begründetheitsprüfung braucht der persönliche Schutzbereich dann nicht mehr angesprochen zu werden.

#### Deutschen- und Jedermanngrundrechte
Viele Grundrechte lassen jede natürliche Person, also jeden Menschen, als geeigneten Träger zu (Jedermanngrundrechte, Menschenrechte). Andere, die in besonderem Zusammenhang zur demokratischen Willensbildung stehen und somit primär an die deutsche Staatsbürgerschaft anknüpfen, berechtigen nur Deutsche im Sinne des Art. 116 GG (Deutschengrundrechte, Bürgerrechte). Das ist insoweit unproblematisch, als Nicht-Deutsche nach herrschender Meinung sich, wenn der persönliche Schutzbereich eines spezielleren Grundrechtes nicht eröffnet ist, stattdessen auf die Allgemeine Handlungsfreiheit des Art. 2 Abs. 1 GG berufen können. Deutschengrundrechte sind Art. 8 GG (Versammlungsfreiheit), Art. 9 Abs. 1 GG (Vereinigungsfreiheit), Art. 11 GG (Freizügigkeit), Art. 12 GG (Berufsfreiheit), Art. 16 GG (Schutz vor Entziehung der Staatsbürgerschaft und vor Auslieferung) und das grundrechtsgleiche Recht des Art. 38 GG (Wahlrecht).
Auf EU-Ausländer, die nach Art. 18 AEUV entsprechend den deutschen Staatsbürgern behandelt werden müssen, sollen – so eine Ansicht – die Deutschengrundrechte analog angewandt werden oder – so andere – für sie soll das Grundrecht der allgemeinen Handlungsfreiheit durch gemeinschaftsrechtskonforme Auslegung den spezielleren Grundrechten entsprechend ausgestaltet werden.
Wann die Grundrechtsfähigkeit beginnt – Verschmelzung, Einnistung, Geburt – ist insbesondere in Hinblick auf das Recht auf Leben umstritten. Mit dem Tod (Hirntod) endet die Rechtsfähigkeit und damit auch die Grundrechtsträgerschaft.

#### Einschränkung wegen fehlender Grundrechtsmündigkeit?
Teilweise wird vertreten, wer die von einem Grundrecht geschützte Freiheit (Schutzgut) aus tatsächlichen Gründen nicht wahrnehmen könne, sei nicht dessen Träger. Das Kleinkind, das noch nicht sprechen gelernt hat, wäre demnach mangels Grundrechtsmündigkeit nicht Träger der Meinungsfreiheit. Dieser Bezug zwischen Schutzgut und subjektivem Recht wird aber überwiegend abgelehnt, zumal sich ein gesetzliches Mindestalter in den Grundrechten nicht finden lässt. Nach dieser Ansicht hat die Grundrechtsmündigkeit nur Bedeutung für die Prozessfähigkeit vor dem Bundesverfassungsgericht, nicht aber für den persönlichen Schutzbereich bzw. die Grundrechtsberechtigung.

#### Juristische Personen
Inwieweit auch juristische Personen Träger von Grundrechten sein können, regelt Art. 19 Abs. 3 GG:
Die Grundrechte gelten auch für inländische juristische Personen, soweit sie ihrem Wesen nach auf diese anwendbar sind.
Dabei ist der Begriff der „juristischen Person“ weiter als im privatrechtlichen Sinne: Das höherrangige Verfassungsrecht wird von diesen Normen nicht beeinflusst. So können insbesondere auch der nicht eingetragene Verein, Personenhandelsgesellschaften oder die Gesellschaft bürgerlichen Rechts sich auf Grundrechte berufen, „soweit sie ihrem Wesen nach auf diese anwendbar sind“. Wann das der Fall sein soll, ist umstritten. Das Bundesverfassungsgericht stellt auf das „personale Substrat“ ab, greift also auf die hinter der juristischen Person stehenden Menschen zurück. Für die Literatur ist dagegen entscheidend, ob eine grundrechtstypische Gefährdungslage besteht.
Bei manchen Grundrechten ist umstritten, ob sie nicht aus Sinn und Zweck schon unmittelbar, also ohne, dass es der Anwendung von Art. 19 Abs. 3 GG bedürfte, auf bestimmte juristische Personen anwendbar sind. In Frage käme etwa die Religionsfreiheit in Bezug auf Religionsgemeinschaften oder die Koalitionsfreiheit in Bezug auf Gewerkschaften.

#### Nicht grundrechtsberechtigt: die staatliche Gewalt
Nicht auf Grundrechte berufen kann sich der Staat: er ist grundrechtsverpflichtet, nicht wie die Bürger grundrechtsberechtigt (s. o.). Insoweit kommen juristische Personen des öffentlichen Rechts (Bund, Länder, Gemeinden …) grundsätzlich nicht in Betracht. Eine Ausnahme bilden aber die Justizgrundrechte (Art. 103 GG). Gemeinden steht darüber hinaus aus historischen Gründen – sie wurden im absolutistischen Staat als der Gesellschaft, nicht dem Staat zugehörig verstanden – ein eigenes „Grundrecht“ des Art. 28 Abs. 2 Satz 1 GG (Selbstverwaltungsgarantie) und eine eigene Verfahrensart (Kommunalverfassungsbeschwerde, Art. 93 Abs. 1 Nr. 4b GG) zur Verfügung.
Ausnahmsweise können sich auch staatliche juristische Personen auf weitere Grundrechte berufen, sofern sie gerade zu deren effektiver Wahrnehmung existieren (etwa die öffentlich-rechtlichen Rundfunk- und Fernsehanstalten in Bezug auf die Rundfunkfreiheit oder die Universitäten in Bezug auf die Wissenschaftsfreiheit).
Obgleich Körperschaften des öffentlichen Rechts, können sich Kirchen und vergleichbare Religionsgemeinschaften auf (soweit dem Wesen nach auf sie anwendbar, Art. 19 Abs. 3 GG) alle Grundrechte berufen: Sie sind trotz ihrer Rechtsform nicht Teil der staatlichen Gewalt, also nicht grundrechtsverpflichtet, sondern grundrechtsberechtigt (vgl. Körperschaftsstatus).

## Sachlicher Schutzbereich
Sind Träger und Adressat des Grundrechts geklärt, stellt sich die Frage nach dem genauen Inhalt des Rechts. Beispielsweise beinhaltet Art. 8 Abs. 1 GG („Alle Deutschen haben das Recht, sich ohne Anmeldung oder Erlaubnis friedlich und ohne Waffen zu versammeln.“) schon nicht das bewaffnete Versammeln, das Recht auf Leben nicht das Recht zu sterben usw. Inwieweit für solche Fälle auf Art. 2 Abs. 1 GG (Allgemeine Handlungsfreiheit) zurückgegriffen werden kann, ist streitig, wird aber vom Bundesverfassungsgericht bejaht.
Generell sind Grundrechte Abwehrrechte des Status negativus, berechtigen also nicht zu staatlichen Leistungen, sondern schützen nur vor staatlichen Übergriffen. Das Recht, seine Arbeitsstelle frei wählen zu können, schützt also nur davor, dass der Staat eine bestimmte Arbeitsstelle vorschreibt, gewährt dagegen keinen „Anspruch“ auf einen Arbeitsplatz. Nur ausnahmsweise kommen derivative Teilhaberechte in Betracht. Art. 1 GG in Verbindung mit Art. 20 Abs. 1 GG gewährt aber Anspruch auf Sicherung eines minimalen Lebensunterhalts. Zu Leistungsrechten des Status positivus „kippen“ Abwehrrechte dort, wo der Staat Lebensbereiche „monopolisiert“ hat. Beispielsweise wird aus der Ausbildungsfreiheit (vor staatlichen Eingriffen) ein Recht auf gleichberechtigte Einstellung, wenn eine Ausbildung nur durch den Staat geschehen kann (Referendariat bei Lehramts- und Juristenausbildung). Das Freiheitsrecht wird insoweit zu einem Gleichheitsrecht.
Umstritten ist, ob verfassungsimmanente Schranken schon den Schutzbereich des vorbehaltlos gewährleisteten Grundrechts einschränken oder lediglich einen Eingriff rechtfertigen können. Beispielsweise könnte man das Töten eines anderen Menschen als „Kunstwerk“ angesichts des Rechts auf Leben (Art. 2 Abs. 2 Satz 1 1. Alt. GG) schon nicht als von der Kunstfreiheit umfasst ansehen oder aber das strafrechtliche Tötungsverbot (§ 212 StGB) als durch das Recht auf Leben gerechtfertigten Eingriff in die Kunstfreiheit verstehen.

## Weitere Stufen der Grundrechtsprüfung
Ist der Schutzbereich eines oder mehrerer Grundrechte eröffnet, muss weiter geprüft werden, ob die gerügte staatliche Maßnahme die Qualität eines Eingriffs hat. Ein solcher Eingriff in Grundrechte führt aber nicht automatisch zu einer verfassungswidrigen Verletzung von Grundrechten. Vielmehr sind die allermeisten Grundrechtseingriffe gerechtfertigt, denn die meisten Grundrechte können durch oder auf Grund eines Gesetzes eingeschränkt werden (Gesetzesvorbehalt). Daher sind Freiheitsstrafen, Verkehrsregeln usw. zwar Eingriffe in Grundrechte, nicht allemal aber Grundrechtsverletzungen.
Allerdings setzt die Verfassung auch den Einschränkungen selbst Schranken („Schranken-Schranken“): Übermaßverbot, Wesensgehaltsgarantie, Zitiergebot, Verbot des Einzelfallgesetzes usw.